# Bouchraya Hammoudi Bayoun
Bouchraya Hammoudi Bayoun (en arabe : بشرايا حمودي بيون, né le 9 juillet 1954) est un homme politique sahraoui qui occupe le poste de Premier ministre de la République arabe sahraouie démocratique depuis 13 janvier 2020 Il était un ancien ambassadeur en Algérie, avec une base à Alger. Il a été Premier ministre de la République sahraouie à trois reprises.

## Biographie
Bouchraya est né à Dakhla en 1954 au sein de la tribu chorfa des Laaroussiyines. Il a étudié l'économie à l'université de La Havane à Cuba. Il parle le hassaniya et l'espagnol. Il a occupé divers postes au sein du gouvernement sahraoui en exil. Il a commencé sa carrière politique en tant que ministre du commerce et du développement, lorsque l'ancien ministre de l'éducation Mohamed Lamine Ould Ahmed est devenu premier ministre en décembre 1985.
Il a été choisi comme premier ministre en 1993 et a servi pendant un mandat de deux ans. Il a ensuite occupé le poste de ministre du développement économique et du commerce. Il est ensuite redevenu premier ministre entre 1999 et 2003, période au cours de laquelle il a également été ministre de l'intérieur . 
Bouchraya a appelé à remettre l'accent sur le mandat de la mission des Nations Unies pour l'organisation d'un référendum au Sahara occidental au cours de son deuxième mandat de Premier ministre et s'est engagé à accepter le résultat d'un référendum libre, que l'opinion populaire soit favorable ou non à l'intégration au Maroc. Il a également critiqué le nouveau roi Mohammed VI du Maroc, qui, selon lui, violait les droits du peuple sahraoui.
Bouchraya a été nommé représentant du Polisario pour l'Espagne en 2008 en remplacement de Brahim Ghali, devenu ambassadeur de la République sahraouie à Alger. Lorsque Brahim Ghali est devenu président de la RASD, Bouchraya l'a remplacé comme représentant de la RASD à Alger. 